# Frolovia
Frolovia (DC.) Lipsch., 1954 è un genere di piante angiosperme dicotiledoni della famiglia delle Asteraceae.

## Descrizione
Comprende piante erbacee perenni non spinose alte al massimo 1 metro. I fusti sono eretti e robusti, cavi in sezione trasversale. Nelle radici sono sempre presenti dei condotti resinosi, meno frequenti nelle parti aeree; mentre solamente nelle parti aeree sono presenti delle cellule latticifere.
Le foglie lungo il fusto sono disposte in modo alterno. Quelle basali sono grandi conforme da ovate a strettamente ovato-ellittiche; i bordi sono pennatofidi con il lobo terminale grande.
Le infiorescenze sono composte da pochi o solitari capolini. I capolini (diametro 2 – 8 cm), lungamente peduncolati, contengono solo fiori tubulosi e sono formati da un involucro a forma più o meno cilindrica composto da brattee (o squame) all'interno delle quali un ricettacolo fa da base ai fiori. Le squame dell'involucro, di tipo fogliaceo con forme da strettamente ovato-ellittiche a lineari con apice acuminato, sono disposte su più serie in modo embricato; le squame più esterne sono riflesse. Il ricettacolo a protezione della base dei fiori è provvisto di numerose setole.
I fiori tubulosi sono tetra-ciclici (ossia sono presenti 4 verticilli: calice – corolla – androceo – gineceo) e pentameri (ogni verticillo ha 5 elementi). I fiori sono ermafroditi e actinomorfi.
- Formula fiorale:

- /x K {\displaystyle \infty }, [C (5), A (5)], G 2 (infero), achenio

- Calice: i sepali del calice sono ridotti ad una coroncina di squame.
- Corolla: la corolla, con lobi corti glabri, in genere è colorata di bluastro o viola-rossastro.
- Androceo: gli stami sono 5 con filamenti liberi, glabri e distinti, mentre le antere, provviste di appendici lacerate, sono saldate in un manicotto (o tubo) circondante lo stilo.[9]
- Gineceo: lo stilo è filiforme;  gli stigmi dello stilo sono due divergenti. L'ovario è infero uniloculare formato da 2 carpelli.

Il frutto è un achenio con un pappo. Gli acheni sono grandi, tetrangolati, rugosi e glabri. All'apice è presente una coroncina ottusamente crenulata. Il pericarpo dell'achenio possiede delle sclerificazioni radiali spesso provviste di protuberanze. Il pappo, omomorfo, formato da setole è inserito su una piastra apicale all'interno di una anello di tessuto parenchimatico. Le setole sono disposte su una sola serie; sono numerose, bianche o marrone chiaro, piumate e sono connate basalmente in un anello caduco.

## Biologia
- Impollinazione: l'impollinazione avviene tramite insetti (impollinazione entomogama).
- Riproduzione: la fecondazione avviene fondamentalmente tramite l'impollinazione dei fiori (vedi sopra).
- Dispersione: i semi cadendo a terra (dopo essere stati trasportati per alcuni metri dal vento per merito del pappo – disseminazione anemocora) sono successivamente dispersi soprattutto da insetti tipo formiche (disseminazione mirmecoria).

## Distribuzione
Le specie di questo genere sono distribuite in Asia in modo verticale dall'Afghanistan alla Siberia del nord.

## Tassonomia
La famiglia di appartenenza di questa voce (Asteraceae o Compositae, nomen conservandum) probabilmente originaria del Sud America, è la più numerosa del mondo vegetale, comprende oltre 23.000 specie distribuite su 1.535 generi, oppure 22.750 specie e 1.530 generi secondo altre fonti (una delle checklist più aggiornata elenca fino a 1.679 generi). La famiglia attualmente (2021) è divisa in 16 sottofamiglie.
La tribù Cardueae (della sottofamiglia Carduoideae) a sua volta è suddivisa in 12 sottotribù (la sottotribù Saussureinae è una di queste).

### Filogenesi
Le specie di questo genere in precedenti trattamenti erano descritte all'interno del gruppo informale (provvisorio da un punto di vista tassonomico) "Jurinea-Saussurea Group". In questo gruppo erano descritti principalmente quattro generi: Dolomiaea, Jurinea, Polytaxis e Saussurea. In seguito ad ulteriori ricerche e analisi di tipo filogenetico, allorquando il gruppo ha acquisito la sua denominazione definitiva di sottotribù, si sono aggiunti altri nuovi generi. Uno di questi è il genere di questa voce che in precedenza era descritto all'interno del genere Dolomiaea.
Nell'ambito della sottotribù questo genere occupa una posizione più o meno "basale" ed con il genere Aucklandia Falc.  forma un "gruppo fratello". È inoltre vicino (da un punto di vista filogenetico) al genere Dolomiaea. In precedenza alcuni studi lo avevano messo in sinonimia con il genere Jurinea; è stato descritto anche all'interno del genere Aplotaxis sect. Frolovia Candolle, 1838.

### Elenco delle specie
Comprende le seguenti 5 specie:
- Frolovia asbukini (Iljin) Lipsch.
- Frolovia frolowii  (Ledeb.) Raab-Straube
- Frolovia gilesii  (Hemsl.) B.A.Sharipova
- Frolovia gorbunovae  (Kamelin) Raab-Straube
- Frolovia sulcata  (Iljin) Lipsch.